# Due onesti fuorilegge
Due onesti fuorilegge (Alias Smith and Jones) è una serie televisiva statunitense in 50 episodi trasmessi per la prima volta nel corso di 3 stagioni dal 1971 al 1973. In Italia è stata trasmessa per la prima volta su Rete 4 a partire dal giugno del 1982 in prima serata. Il soggetto tratta di "due onesti fuorilegge", come è intitolata la fiction in Italia, dove è stato messo in onda in televisione negli anni ottanta.

## Trama
Hannibal Heyes e Kid Curry sono due fuorilegge del vecchio West, ma vogliono cambiare vita: hanno fatto un patto col governatore del loro stato, che offre loro l'amnistia dopo aver tradito e offerto alla legge la propria banda di "colleghi" banditi. C'è un però: nessuno può venire a conoscenza di tale amnistia per un anno intero. Quindi Hannibal e Jed, detto "Kid", rimangono per questo catartico anno a tutti gli effetti dei ricercati, con tanto di taglia pendente. Hanno comunque due identità nuove, rispettivamente quelle di Joshua Smith e Thaddeus Jones, due onesti commercianti.

## Storicità
Il film non ha pretese di realtà, i personaggi sono di finzione, ma è bene sottolineare come sia realmente esistito un bandito soprannominato Kid Curry, al secolo Harvey Logan. Lavorò col Mucchio Selvaggio di Butch Cassidy, e pare fosse il più feroce.

Questo serial, invece, sebbene possa aver avuto origine da questi fatti, rimane comunque un'opera originale, lontana da ogni violenza, che si colloca sul classico filone del "ladro-gentiluomo".

## Personaggi
- Jed 'Kid' Curry (alias Thaddeus Jones) (50 episodi, 1971-1973), interpretato da	Ben Murphy.
- Hannibal Heyes (alias Joshua Smith) (33 episodi, 1971-1972), interpretato da	Pete Duel.
- Kyle (7 episodi, 1971-1972), interpretato da	Dennis Fimple.
- Big Mac McCreedy (5 episodi, 1971-1972), interpretato da	Burl Ives.
- Doc Holliday (5 episodi, 1971-1972), interpretato da	Bill Fletcher.
- Clyde (5 episodi, 1971-1972), interpretato da	Walt Davis.
- Harry Briscoe (5 episodi, 1971-1972), interpretato da	J. D. Cannon.
- Mike (4 episodi, 1971-1972), interpretato da	Slim Pickens.
- Lobo (4 episodi, 1971-1972), interpretato da	Bill McKinney.
- Blake (4 episodi, 1971-1972), interpretato da	Mills Watson.
- Clyde (4 episodi, 1971-1973), interpretato da	Gary Van Ormand.
- sceriffo Lom Trevors (4 episodi, 1971-1972), interpretato da	John Russell.
- Charlie Wells (4 episodi, 1971-1972), interpretato da	Clarke Gordon.
- Silky O'Sullivan (3 episodi, 1971-1972), interpretato da	Walter Brennan.
- Armendariz (3 episodi, 1971-1972), interpretato da	Cesar Romero.
- Soapy Saunders (3 episodi, 1971-1972), interpretato da	Sam Jaffe.
- Georgette Sinclair (3 episodi, 1972), interpretata da	Michele Lee.
- Al (3 episodi, 1971-1972), interpretato da	Geoffrey Lewis.
- Griffin (3 episodi, 1971), interpretato da	Sid Haig.
- Charlie Taylor (3 episodi, 1971-1972), interpretato da	Robert Donner.
- Carl Grant (3 episodi, 1971-1972), interpretato da	Charles H. Gray.
- Bronc (3 episodi, 1971-1973), interpretato da	Paul Fix.
- Bill (3 episodi, 1972), interpretato da	Monty Laird.

## Produzione
Il telefilm conta 3 stagioni per complessivi 50 episodi, da 45 minuti l'uno. Hannibal Heyes/Joshua Smith è interpretato da Pete Duel solo negli episodi dal primo al 33º, mentre viene sostituito da Roger Davis dal 34º al 50º. In Italia il doppiaggio è eseguito da Adolfo Fenoglio. Jedediah "Kid" Curry/Thaddeus Jones è interpretato da Ben Murphy e in Italia viene doppiato da Santo Versace. Il narratore esterno ha la voce, negli Stati Uniti d'America, prima di Roger Davis (1971-1972) e poi di Ralph Story (1972-1973).

## Episodi
| Stagione         | Episodi | Prima TV USA | Prima TV Italia |
| ---------------- | ------- | ------------ | --------------- |
| Prima stagione   | 15      | 1971         |                 |
| Seconda stagione | 23      | 1971-1972    |                 |
| Terza stagione   | 12      | 1972-1973    |                 |